# بيل أرمسترونغ (مصور)
بيل أرمسترونغ (بالإنجليزية: Bill Armstrong)‏ هو مصور أمريكي، ولد في 1952.